# Branzi (formaggio)
Il Branzi è un formaggio prodotto nelle Alpi Orobie, tra i più antichi e tipici della zona. Prende il nome dall'omonimo paese dell'Alta Valle Brembana, noto sin dai primi anni del secolo ventesimo per la lavorazione e il commercio dei formaggi, in cui è nata la produzione tradizionale e dove tuttora il latte intero di vacca viene lavorato presso i locali della Latteria Sociale di Branzi Casearia. Oggi il formaggio Branzi si produce anche in Valle Imagna e in Val Serina, nei comuni di Selvino e Aviatico. Il Branzi è inserito nell'elenco dei prodotti agroalimentari tradizionali della Regione Lombardia e risponde al disciplinare di produzione del marchio della CCIAA "Bergamo Città dei Mille Sapori".

## Storia
Nel 1953 Giacomo Midali, casaro di Branzi, perseguì l'obiettivo di produrre tutto l'anno un formaggio di alta qualità, garantita dall'impiego delle tecniche tradizionali utilizzate in alpeggio e dal latte prodotto in valle: fondò la Latteria Sociale, a cui aderirono molti piccoli produttori, e dalle cui coldere uscirono le prime forme di un particolare formaggio, che i Soci denominarono Branzi. Negli anni Settanta alcuni produttori di formaggio Branzi provenienti dalla Val Brembana si spostarono nelle valli bergamasche vicine producendo il formaggio Branzi con la stessa tipicità e qualità. È il caso della Casera Monaci che prima si è trasferita a San Giovanni Bianco e successivamente ad Almenno San Salvatore; come indicato nel disciplinare infatti è possibile raccogliere il latte da una zona più ampia estendendo di fatto anche la zona di produzione del formaggio. Il latte della Valle Brembana, della Valle Imagna e della Val Serina (Selvino e Aviatico), che mantiene una tipicità legata alla qualità del foraggio e dei pascoli, viene raccolto quotidianamente e fatto confluire in alcuni punti di conferimento dove viene trasformato dopo meticolosi controlli. I punti di conferimento più importanti sono la Latteria di Branzi per l'Alta Val Brembana e il Caseificio Casera Monaci per l'alta Valle Imagna che raccoglie il 90% del latte prodotto dai piccoli allevatori locali.

## Processo di produzione
Per produrre questo formaggio è necessaria la coagulazione del latte alla temperatura di 35-37 °C con l'aggiunta di caglio liquido di vitello, per una durata di 30-35 minuti. Il coagulo ottenuto deve poi essere rotto, ottenendo grumi caseosi di piccole dimensioni.
Successivamente la cagliata deve essere fatta scaldare a una temperatura di 45 °C. Per ottenere un buon risultato è necessario mescolare il prodotto con la rotella o gli agitatori tradizionali.
Una volta che il coagulo si è depositato sul fondo, si passa all'estrazione della cagliata, da depositare successivamente nelle apposite fascere di contenimento.
Per ultimare la lavorazione si passa alla pressatura e alla salatura del prodotto ultimato (procedimento generalmente effettuato per salamoia).

## Caratteristiche principali
- Formaggio a pasta semicotta, di forma cilindrica.
- Diametro: 40-50 centimetri.
- Peso: varia dai 10 ai 12 chili.
- Scalzo: laterale a "V" leggermente concavo, è alto 9 centimetri.
- Crosta: liscia, sottile ed elastica di colore giallo sfumato.
- Pasta: morbida di color giallo paglierino.
- Occhiatura: sottile, regolare e fitta.
- Sapore: dolce e delicato; con l'invecchiamento risulta più marcato, tendente al piccante.
- Aroma: caratterizzato dalle essenze vegetali presenti nei foraggi.[6]

## Metodo di conservazione
La maturazione è fondamentale per la qualità del formaggio e avviene in ambienti climatizzati, con temperatura e umidità controllate.
Le forme vengono rivoltate settimanalmente, pulite con spazzole e raspe e trattate per proteggere la crosta.
- Tempo di stagionatura: 60 giorni per il prodotto fresco, da 6 a 7 mesi per quello stagionato fino a più di un anno per lo stravecchio.
- Maturazione: ambiente con temperatura tra gli 8 e i 9  °C circa e umidità 90%.